# Ercole Bernabei

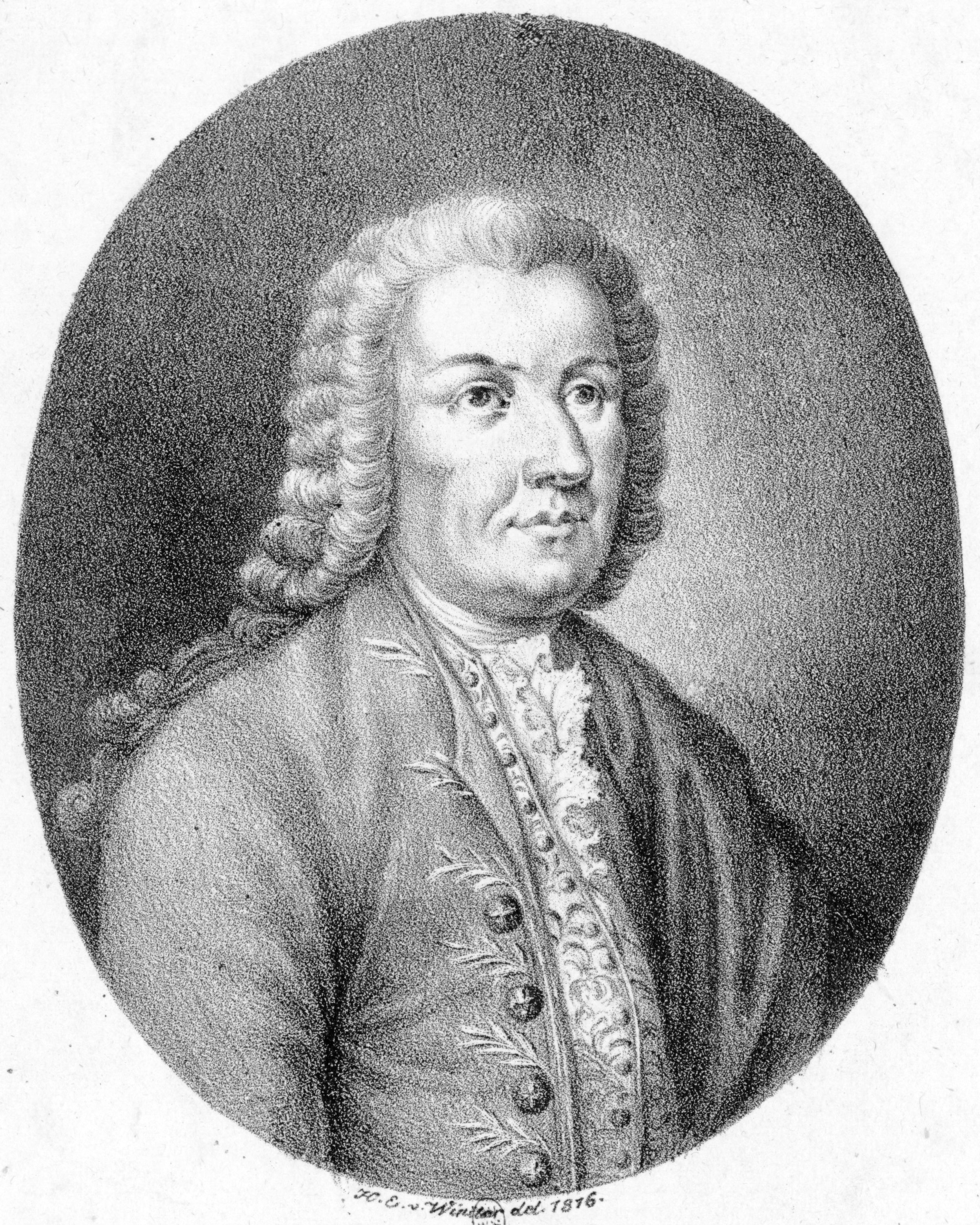
Bernabei

Ercole Bernabei (* um 1622 in Caprarola; † 5. Dezember 1687 in München) war ein italienischer Organist, Kapellmeister und Komponist.

## Leben und Wirken
Seine musikalische Ausbildung erhielt Ercole Bernabei in Rom, als Schüler von Orazio Benevoli. In der Zeit von 1653 bis 1665 war er, mit einer kurzen Unterbrechung, als Nachfolger von Luigi Rossi im Amt des Organisten an San Luigi dei Francesi. Im Juli 1665 erhielt Bernabei die Ernennung zum Kapellmeister an der Basilika San Giovanni in Laterano. 1667 war er  wieder, diesmal als Kapellmeister an „San Luigi dei Francesi“ tätig. 1672 wurde er durch Vermittlung der Königin Christina von Schweden für zwei Jahre Kapellmeister der Sixtinischen Kapelle im Vatikan.
Im Juli 1674 kam Bernabei auf Einladung von Ferdinand Maria von Bayern, gemeinsam mit seinem Schüler Agostino Steffani nach München, wo er in Nachfolge von Johann Caspar von Kerll die Stelle als Hofkapellmeister antrat. Sein Sohn, Giuseppe Antonio Bernabei, diente ab 1677 unter dem Vater als Vizekapellmeister und folgte ihm nach dessen Tod als Kapellmeister.
Er schuf im Wesentlichen geistliche Vokalmusik und einige weltliche Kantaten, während seiner Zeit in München komponiert er aber auch fünf Opern, deren Musik verloren ist, lediglich zwei Libretti sind erhalten. Musikalisch zählte Bernabei eher zu den Konservativen und verfocht die Rückbesinnung auf die Kompositionsweise Palestrinas.

## Werke (Auswahl)
- Concerto madrigalesco per 3 voci e basso continuo (1669, Rom)
- Sacrae modulationes op. 2, per 5 voci, 2 violini e basso continuo
- 2 messe per 16 voci
- 23 fra mottetti, inni, antifone per 4-8 voci
- Varie cantate, canzonette, arie per 1 voce e basso continuo